# スロットライン
スロットライン（Slotline）は、板状誘電体基板の表面に形成された導体箔に線状の空隙部（スロット）を形成した構造を持ち電磁波を伝達する伝送路。
伝送方向に沿った方向の電界および磁界によって電磁波を伝送する。マイクロストリップラインの表面において導体形成部と導体非形成部のパターンを反転させた構造に相当する。
導体箔に線状の空隙部（スロット）を形成した形状に電磁波を伝達する性質があることは1950年代以前から知られておりスロットアンテナなどの応用例もある。1968年から1969年にかけてS.B.コーンが理論を確立し伝送路として広く使われるようになった。